# زیستگاه

آخرین زیستگاه‌های باقی‌مانده فیل آفریقایی

زیستگاه یک محیط طبیعی است که یک گونهٔ مشخص جانور، گیاه یا هر جاندار دیگری در آن زندگی می‌کند. زیستگاه گونه را می‌توان به عنوان تجلی فیزیکی جایگاه اکولوژیکی آن در نظر گرفت؛ بنابراین «زیستگاه» یک اصطلاح خاص گونه‌ای است که اساساً با مفاهیمی مانند «محیط زیست» یا «مجموعه‌های گیاهی» متفاوت است، که اصطلاح «نوع زیستگاه» برای آنها مناسب‌تر است.